# Парсово
Парсово (пол. Parsowo, нім. Parsow) — село в Польщі, у гміні Бесекеж Кошалінського повіту Західнопоморського воєводства.